# Alix de Montfort
Alix de Montfort, née entre 1217 et 1220, morte en 1255, est une comtesse de Bigorre de 1251 à 1255. Elle était fille de Guy de Montfort et de Pétronille de Comminges, comte et comtesse de Bigorre et vicomtes de Marsan.

## Biographie
Son père meurt en 1220 au siège de Castelnaudary et sa tutelle est assurée par son oncle Amaury VI de Montfort. En 1227, sa mère se remarie pour la cinquième fois avec un noble poitevin, Boson de Mathas-Chabanais, il leur naît peu après une fille, Mathe. Afin de consolider cette alliance, Amaury de Montfort donne son accord en 1230 au mariage entre Alix de Montfort et Jourdain Echivat, seigneur de Chabanais, un jeune parent de Boson de Matha. Lors du mariage, il est convenu que la Bigorre reviendra ensuite à Alix, tandis que le pays de Marsan sera l’héritage de Mathe.
À la fin de sa vie, Pétronille devenue veuve confie la gestion de la Bigorre à son beau-frère Simon V de Montfort et se retire au monastère de l’Escaladieu. Mais celui-ci l’interprète comme une donation et tente d’évincer Alix, qui reprend le contrôle du comté avec l’aide de son second mari. Elle succède à sa mère en 1251, mais meurt peu après, en 1255.

## Mariages et enfants
Elle épouse en premières noces Jourdain Eschivat III, seigneur de Chabanais et de Conflent, et donne naissance à :
- Eschivat IV († 1283), comte de Bigorre ;
- Jourdain, mort avant 1283 ;
- Laure († 1316), marié à Simon de Rochechouart, seigneur d’Availles, puis à Raymond V, vicomte de Turenne.

Elle se remarie en secondes noces en 1247 à Raoul de Courtenay († 1271), seigneur d'Illiers-en-Auxerrois, comte di Chieti, fils de Robert de Courtenay, seigneur de Champigneulles et petit-fils de Pierre Ier de France, seigneur de Courtenay.